# Conus taheitensis
Conus taheitensis é uma espécie de gastrópode do gênero Conus, pertencente à família Conidae.